# Empathy Test
Empathy Test est un groupe britannique de synthpop, originaire de Londres.

## Histoire
Le groupe est formé en janvier 2013 par Isaac Howlett (chant, composition) et Adam Relf (composition, production). L'album Losing Touch, auto-produit, suscite l'intérêt du label discographique Stars and Letters Records de Brooklyn (États-Unis) en 2014. Quatre titres supplémentaires sont ajoutés aux trois existants. L'EP Throwing Stones ainsi réalisé est publié en décembre de la même année.
L'artiste et animateur britannique Richard Swarbrick réalise une vidéo pour le FC Liverpool, diffusée sur la chaîne officielle de l'équipe, qui se propage de manière virale et fait connaître Empathy Test. Swarbrick utilise la chanson Kirrilee pour une autre vidéo d'animation intitulée The Cats of YouTube et utilise la chanson Last Night on Earth dans une série d'animation sur le basket-ball pour la chaîne ESPN,. Aux États-Unis, Kirrilee devient la bande-son officielle de la foire d'art The Murray Affair, inspirée par l'acteur Bill Murray, qui se tient à San Francisco le 8 août 2014. Le 22 septembre, une version instrumentale de Here Is the Place est devenue la bande-son officielle d'une vidéo intitulée The Next Generation Asks World Leaders at UN : Why Not Act on Climate Change ? Le court-métrage est produit par l'initiative The Climate Reality Project, avec la participation de l'ancien vice-président américain Al Gore, et est diffusé aux Nations unies. En mars 2015, la chanson Here Is the Place est entendue dans la quatrième saison de la série de Catfish : fausse identité, ce qui accroit la notoriété du groupe, notamment aux États-Unis.
Empathy Test donne sa première représentation live à Londres en septembre 2014 et sa première représentation internationale à Dresde, le 6 décembre 2014. Il devait également se produire lors du Wave-Gotik-Treffen à Leipzig. En 2016, Empathy Test fait une tournée européenne avec les groupes Mesh et De/Vision. En outre, le groupe se produit avec VNV Nation pour trois concerts en Allemagne.
L'année suivante, elle repart en tournée avec Mesh, cette fois au Danemark. Elle se produit également aux festivals Planet Myer Day (Allemagne) et Electronic Winter Festival (Suède). Les autres festivals auxquels le groupe participe en 2017 sont le Liverpool Sound City (Royaume-Uni), l'Amphi Festival (Allemagne), le festival Unter dem Himmel de VNV Nation (Allemagne), l'Infest Festival (Royaume-Uni), le NCN Festival (Allemagne) et The Electric Dreams Weekender (Royaume-Uni). En décembre 2017, Empathy Test entame sa première tournée personnelle en Allemagne.
En 2017, le groupe décide de lancer une campagne de financement participatif via la plateforme PledgeMusic afin de produire lui-même ses albums Losing Touch Remastered et Safe from Harm. L'initiative connait un grand succès et atteint rapidement 661 % de l'objectif de financement visé.
En mai 2018, Losing Touch attire de nouveau l'attention internationale sur Empathy Test - cette fois en Amérique latine et en Espagne - lorsque la chanson a été entendue dans deux épisodes de la série espagnole de Netflix Luis Miguel : la serie, un biopic sur la vie de la superstar mexicaine des années 1980. La même année, le groupe fait d'autres apparitions internationales : en Russie en première partie de De/Vision, au festival Plage Noire (Allemagne), au festival Subkulten (Suède) et au festival Terminus au Canada, après avoir de nouveau assuré la première partie de Covenant lors d'une tournée au Royaume-Uni. En automne, ils se produisent pour la première fois en Pologne, au Warsaw Dark Electro Festival, ce qui est suivi d'une nouvelle tournée en Allemagne.
En 2019, Empathy Test donne quelques concerts avec VNV Nation en Espagne et au Royaume-Uni, suivis d'une tournée de dix concerts en Allemagne en tant que première partie de Covenant. Il effectue également une double tournée en tête d'affiche avec le groupe canadien de post-punk Actors au Royaume-Uni. Par ailleurs, le groupe joue de nouveau au Wave-Gotik-Treffen à Leipzig, et au M'era Luna Festival à Hildesheim.
Lors des concerts, le chanteur Isaac Howlett est accompagné de Christina Lopez à la batterie et d'Elliott Berlin au clavier, qui prend le relais après que Samuel Winter-Quick quitte le groupe en juin. Une tournée américaine avec le groupe Aesthetic Perfection est prévue pour septembre/octobre 2019. Après la tournée américaine, qui était accompagnée au clavier par Angel Metro, Empathy Test engage un nouveau claviériste, Oliver Marson, qui fait partie intégrante du groupe.
En 2023, le groupe réédite son catalogue au label SPKR. Début 2024, le chanteur Isaac Howlett sort son premier single solo : House of Cards. Cette même année, ils entament une tournée spéciale 10 ans.

## Discographie
- 2014 : Losing Touch (EP)
- 2014 : Throwing Stones (EP, Stars and Letters Records)
- 2015 : Throwing Stones Remixed (EP)
- 2016 : Demons | Seeing Stars (single)
- 2017 : By My Side (single)
- 2017 : Bare My Soul (single)
- 2017 : Everything Will Work Out (single)
- 2017 : Losing Touch (album)
- 2017 : Safe from Harm (album)
- 2018 : Holy Rivers (EP)
- 2019 : Empty-Handed (EP)
- 2020 : Monsters